# Liste der Kulturdenkmäler in Königsfeld (Eifel)
In der Liste der Kulturdenkmäler in Königsfeld sind alle Kulturdenkmäler der rheinland-pfälzischen Ortsgemeinde Königsfeld aufgeführt. Grundlage ist die Denkmalliste des Landes Rheinland-Pfalz (Stand: 12. Juni 2023).

## Denkmalzonen
| Bezeichnung                    | Lage                                          | Baujahr | Beschreibung          | Bild                           |
| ------------------------------ | --------------------------------------------- | ------- | --------------------- | ------------------------------ |
| Denkmalzone Jüdischer Friedhof | nördlich des Ortes; Distrikt In der Hard Lage | 1838    | 21 Grabsteine ab 1838 | weitere Bilder Fotos hochladen |

## Einzeldenkmäler
| Bezeichnung                          | Lage                                                        | Baujahr                           | Beschreibung | Bild                                    |
| ------------------------------------ | ----------------------------------------------------------- | --------------------------------- | --- | --------------------------------------- |
| Wegekreuz                            | Burgstraße                                                  | 1646                              | Wegekreuz, bezeichnet 1646 | Direkt Bild zu diesem Denkmal hochladen |
| Wegekreuz                            | Burgstraße                                                  | 1748                              | Wegekreuz, Nischentyp, bezeichnet 1748 | Direkt Bild zu diesem Denkmal hochladen |
| Kreuze                               | Burgstraße, auf dem Friedhof Lage                           | 18. und 19. Jahrhundert           | Kreuz, Nischentyp, neubarocker Sockel, 19. Jahrhundert; 13 Grabkreuze, meist aus dem 18. Jahrhundert; Friedhofsmauer mit Grabkreuzen, 18. Jahrhundert | BW                                      |
| Wegekreuz                            | Burgstraße, gegenüber dem Friedhof Lage                     | 1736                              | Wegekreuz, Nischentyp, Basalt, bezeichnet 1736 | BW                                      |
| Wegekreuz und Grabkreuze             | Hauptstraße Lage                                            | 17. und 18. Jahrhundert           | Wegekreuz, bezeichnet 1713; drei Grabkreuze, zwei bezeichnet 1690 und 1605, an der Kirche | BW                                      |
| Herrenhaus                           | Hauptstraße 6 Lage                                          | 1742                              | Herrenhaus der Waldbott von Bassenheim (Herrschaft Königsfeld); Mansardwalmdachbau, bezeichnet 1742 | Fotos hochladen                         |
| Relief                               | Hauptstraße, an Nr. 8 Lage                                  | 1622                              | Wappenrelief, bezeichnet 1622 | BW                                      |
| Wohnhaus                             | Hauptstraße 16 Lage                                         | 1816                              | Fachwerkhaus, teilweise massiv, Krüppelwalmdach, bezeichnet 1816, Fachwerkscheune; Gesamtanlage | BW                                      |
| Katholische Pfarrkirche St. Nikolaus | Hauptstraße 31 Lage                                         | erste Hälfte des 13. Jahrhunderts | spätromanischer Chor, erste Hälfte des 13. Jahrhunderts; Basilika, Sakristei bezeichnet 1497, Turm im Kern mittelalterlich, 1736 barock überformt, 1911–15 quergerichtete Erweiterung, Architekt Caspar Clemens Pickel, Düsseldorf (oder 1912 von Peter Marx, Trier?); Gesamtanlage mit angrenzendem Gemeindezentrum und Pfarrhaus | weitere Bilder Fotos hochladen          |
| Kriegerdenkmal und Grabkreuze        | Hauptstraße, bei Nr. 31 Lage                                | 18. und 20. Jahrhundert           | zwölf Grabkreuze, 18. Jahrhundert; Kriegerdenkmal | Fotos hochladen                         |
| Wohnhaus                             | Hauptstraße 39 Lage                                         | 18. oder 19. Jahrhundert          | Fachwerkhaus, teilweise massiv, 18. oder 19. Jahrhundert | BW                                      |
| Stadtmauer                           | Hauptstraße, in Nr. 39 etc. Lage                            | nach 1336                         | Reste der Stadtbefestigung, nach 1336 | BW                                      |
| Hofanlage                            | Krumme Gasse 6 Lage                                         | 19. Jahrhundert                   | Fachwerk-Streckhof, 19. Jahrhundert | BW                                      |
| Wegekreuz                            | Neuenahrer Straße, Ecke Marktweg Lage                       | 1767                              | Wegekreuz, Nischentyp, bezeichnet 1767 | BW                                      |
| Maternuskapelle                      | Sinziger Straße, neben Nr. 8 Lage                           | 1864/65                           | Saalbau, 1864/65 | weitere Bilder Fotos hochladen          |
| Wegekreuz                            | Gemarkung                                                   | 17. oder 18. Jahrhundert          | Wegekreuz, 17. oder 18. Jahrhundert | Direkt Bild zu diesem Denkmal hochladen |
| Relief                               | südlich des Ortes an der L 88; Flur Im Dekeltsch Lage       |                                   | in der Wegekapelle: barockes Ölbergrelief | BW                                      |
| Wegekreuz                            | südlich des Ortes                                           | 1659                              | Wegekreuz, bezeichnet 1659 | Direkt Bild zu diesem Denkmal hochladen |
| Wegekreuz                            | südöstlich des Ortes an der L 87; Flur Am alten Hof Lage    | 1677                              | Wegekreuz, Basaltlava, bezeichnet 1677 | BW                                      |
| Ölmühle                              | südöstlich des Ortes (Waldorfer Straße 17) Lage             | 19. Jahrhundert                   | Fachwerk-Streckhof, 19. Jahrhundert | BW                                      |
| Wegekreuz                            | westlich des Ortes an der L 83; Flur Im Jauchenbongert Lage | 1721                              | Wegekreuzfragment, bezeichnet 1721 | BW                                      |